# Ethel Lilian Voynichová
Ethel Lilian Voynichová (nepřechýleně Ethel Lilian Voynich, rozená Boole, 11. května 1864, Cork – 28. července 1960 New York) byla v Irsku narozená spisovatelka a hudební skladatelka.

## Život
Byla nejmladší dcerou anglického matematika George Boolea. Její otec zemřel šest měsíců po jejím narození a její matka se vrátila se svými dcerami z Irska do své rodné Anglie. Když bylo Ethel osm let, onemocněla erysipelem a matka ji poslala ke svému bratrovi do Lancashire, kde byl ředitelem uhelného dolu. Je popisován jako náboženský fanatik, který pravidelně bil své děti. Ethel se vrátila do Londýna ve věku deseti let, stáhla se do sebe, oblékala se do černého a říkala si „Lily“.
V osmnácti letech získala přístup ke svému dědictví, což jí umožnilo studovat hru na klavír a hudební skladbu na Hochschule für Musik v Berlíně, kterou navštěvovala v letech 1882 až 1885. V tomto období ji stále více přitahovala revoluční politika. Naučila se rusky a v letech 1887 až 1889 pracovala jako vychovatelka v Petrohradě, kde se seznámila s revolučními narodniky. Po návratu do Anglie se usadila v Londýně, začala intenzivně pracovat pro „Spolek přátel ruské svobody“ a pomáhala redigovat anglicky psaný časopis narodniků Free Russia.
V roce 1890 se setkala s Michałem Wojniczem, polským revolucionářem, který uprchl ze Sibiře a který se stal jejím životním partnerem. Vzali se v roce 1902. Její manžel v roce 1904 poangličtil své jméno na Wilfrid Michael Voynich a stal se knihkupcem a antikvářem; v roce 1912 získal v Itálii rukopis, který je po něm nazýván – tzv. Voynichův manuskript.
V roce 1897 vydala Ethel Booleová román Střeček (The Gadfly), který okamžitě zaznamenal mezinárodní úspěch. Příběh o muži jménem Arthur Burton a o jeho nemilosrdném osudu popisuje období, kdy se Itálie nacházela pod nadvládou Rakouska. Příběh dosáhl mimořádné popularity zejména v Sovětském svazu, kde byl i zfilmován - poprvé v r. 1928, dále v r. 1955 a nakonec jako TV série. Její další tři romány Jack Raymond (1901), Olive Latham (1904) a An Interrupted Friendship (Přerušené přátelství, 1910) jsou pokračováním Střečka, ale žádný se nevyrovnal popularitě její první knihy.
Po smrti manžela zdědila Ethel Voynichová i zmíněný rukopis, který pak odkázala své přítelkyni Anne Nillové. Ta ho v roce 1961 prodala antikváři Hansi Krausovi, který ho v roce 1969 prodal Yaleově univerzitě.

## Dílo
- 1897 The Gadfly. William Heinemann, Londýn 1897
- 1901 Jack Raymond. William Heinemann, Londýn 1901
- 1904 Olive Latham. William Heinemann, Londýn 1904
- 1910 An Interrupted Friendship. Hutchinson & Co., Londýn 1910
- 1945 Put off thy shoes. Macmillan, New York 1945